# 科米·塞洛姆·克拉蘇
科米·塞洛姆·克拉蘇（法語：Komi Sélom Klassou；1960年2月10日—），是一名多哥政治人物。
克拉蘇在哈霍省诺策出生，2000年10月8日被任命為文化青年與體育部長，2003年7月29日轉任中小學教育部長。
2005年多哥總統選舉中，他負責主持福雷·纳辛贝的競選活動。憲法法院在反對派爭議下宣布纳辛贝當選後，克拉蘇形容是次選舉是「多哥人民的偉大勝利」。
2015年多哥總統選舉福雷·纳辛贝成功連任，他於2015年6月5日任命克拉蘇為多哥总理，並在6月10日就任 ；以其為首、包括23名部長的新政府班子名單則在2015年6月28日公佈。
2020年9月25日晚，克拉苏宣布内阁总辞，得到了总统福雷·纳辛贝的批准。纳辛贝在总统府官方网站上发布的声明中表示「祝贺总理和整个政府团队在经济，政治和社会层面上所作的努力，以及尽管当前全世界面临着健康危机的困境，但取得的令人鼓舞的结果」。自2月纳辛贝连任第四届总统以来，政治分析家预计多哥将发生政治变化，但这一变化因新冠病毒大流行而被推迟。